# توپ طلای فیفا ۲۰۱۳
توپ طلای فیفا ۲۰۱۳ چهارمین مراسم توپ طلای فیفا بود که در ۱۳ ژانویه ۲۰۱۴ در زوریخ برگزار شد. در این مراسم کریستیانو رونالدو برای دومین بار به عنوان بهترین بازیکن جهان در سال ۲۰۱۳ برگزیده شد و توپ طلای فیفا را از آن خود کرد. نادین آنگرر بازیکن تیم ملی آلمان موفق شد که عنوان بهترین بازیکن زن جهان را به خود اختصاص دهد. یوپ هاینکس، بهترین سرمربی جهان و زیلویا ناید، بهترین سرمربی زنان شدند.
| رتبه       | نام بازیکن          | ملیت     | باشگاه                                                 | درصد   | آرا   |
| ---------- | ------------------- | -------- | ------------------------------------------------------ | ------ | ----- |
| اول        | کریستیانو رونالدو   | پرتغال   | باشگاه فوتبال رئال مادرید                              | ۲۷٫۹۹٪ | ۱,۳۶۵ |
| دوم        | لیونل مسی           | آرژانتین | باشگاه فوتبال بارسلونا                                 | ۲۴٫۷۲٪ | ۱,۲۰۵ |
| سوم        | فرانک ریبری         | فرانسه   | باشگاه فوتبال بایرن مونیخ                              | ۲۳٫۳۶٪ | ۱,۱۲۷ |
| چهارم      | زلاتان ابراهیموویچ  | سوئد     | باشگاه فوتبال پاری سن-ژرمن                             | ۵٫۲۹٪  | ۲۵۷   |
| پنجم       | نیمار               | برزیل    | باشگاه فوتبال سانتوس باشگاه فوتبال بارسلونا            | ۳٫۱۷٪  | ۱۵۵   |
| ششم        | آندرس اینیستا       | اسپانیا  | باشگاه فوتبال بارسلونا                                 | ۲٫۰۸٪  | ۱۰۳   |
| هفتم       | رابین فن پرسی       | هلند     | باشگاه فوتبال منچستر یونایتد                           | ۱٫۷۹٪  | ۸۸    |
| هشتم       | آرین روبن           | هلند     | باشگاه فوتبال بایرن مونیخ                              | ۱٫۷۷٪  | ۸۵    |
| نهم        | گرت بیل             | ولز      | باشگاه فوتبال تاتنهام هاتسپر باشگاه فوتبال رئال مادرید | ۱٫۳۲٪  | ۶۵    |
| دهم        | آندره‌آ پیرلو        | ایتالیا  | باشگاه فوتبال یوونتوس                                  | ۱٫۱۱٪  | ۷۰    |
| یازدهم     | رادامل فالکائو      | کلمبیا   | باشگاه فوتبال اتلتیکو مادرید باشگاه فوتبال موناکو      | ۱٫۰۸٪  | ۵۳    |
| دوازدهم    | یحیی توره           | ساحل عاج | باشگاه فوتبال منچستر سیتی                              | ۰٫۹۹٪  | ۴۸    |
| سیزدهم     | روبرت لواندوفسکی    | لهستان   | باشگاه فوتبال بروسیا دورتموند                          | ۰٫۹۲٪  | ۴۳    |
| چهاردهم    | فیلیپ لام           | آلمان    | باشگاه فوتبال بایرن مونیخ                              | ۰٫۸۲٪  | ۴۰    |
| چهاردهم    | ژاوی                | اسپانیا  | باشگاه فوتبال بارسلونا                                 | ۰٫۸۲٪  | ۴۰    |
| شانزدهم    | مسعود اوزیل         | آلمان    | باشگاه فوتبال رئال مادرید باشگاه فوتبال آرسنال         | ۰٫۷۱٪  | ۳۵    |
| هفدهم      | باستیان شواینشتایگر | آلمان    | باشگاه فوتبال بایرن مونیخ                              | ۰٫۴۳٪  | ۲۱    |
| هفدهم      | توماس مولر          | آلمان    | باشگاه فوتبال بایرن مونیخ                              | ۰٫۴۳٪  | ۲۱    |
| نوزدهم     | لوییس سوارز         | اروگوئه  | باشگاه فوتبال لیورپول                                  | ۰٫۳۹٪  | ۱۹    |
| بیستم      | ادینسون کاوانی      | اروگوئه  | باشگاه فوتبال ناپولی باشگاه فوتبال پاری سن-ژرمن        | ۰٫۳۶٪  | ۱۲    |
| بیست و یکم | تیاگو سیلوا         | برزیل    | باشگاه فوتبال پاری سن-ژرمن                             | ۰٫۲۴٪  | ۱۲    |
| بیست و دوم | ادن آزار            | بلژیک    | باشگاه فوتبال چلسی                                     | ۰٫۱۶٪  | ۸     |
| بیست و سوم | مانوئل نویر         | آلمان    | باشگاه فوتبال بایرن مونیخ                              | ۰٫۰۸٪  | ۴     |